# Zagotavljanje varnosti podatkov
Zagotavljanje varnosti podatkov pomeni varovanje podatkov v digitalni obliki, kot na primer zagotavljanje varnosti baze podatkov pred uničevalnimi silami nezaželenih akcij nepooblaščenih oseb, na primer spletni napadi ali kršitev zaupnosti podatkov.
Varnost podatkov lahko zagotavljamo na različne načine, med katere sodijo šifriranje podatkovnih medijev, programski in strojni mehanizmi za zaščito podatkov, varnostno kopiranje, maskiranje podatkov, izbris podatkov itd.
Zagotavljanje varnosti podatkov je v posamezni državi urejeno z različnimi zakonskimi predpisi, uredbami in pravilniki, skupni imenovalec vseh pa je, da se podatke, predvsem osebne podatke, zaščiti do te mere, da le te ne bi bili dostopni nepooblaščenim osebam.